# 케이밀크
K-MILK 또는 국산우유 사용인증은 대한민국 우유로 만든 제품에 한하여 인증한 제도이다.

한국낙농육우협회에서 만들어졌으며, 한국산 우유의 국내 시장 경쟁력을 높히고, 우유 소비 촉진을 위하여 만들어졌다. 

2015년 1월 기준, 248개의 제품이 인증을 승인받았으며,
인요한 박사가 홍보대사를 맡고있다. 

K·MILK는 소비자에게 올바른 먹거리에 대한 알권리를 충족시켜 국민 소비생활에 편익을 증대시켜 한국산우유 사용제품의 경쟁력을 강화하고, 낙농 생산기반 유지 및 가치낙농을 실현시키는 것을 목적으로 한다.

케이밀크 홈페이지 바로가기 : www.k-milk.com

- 출처 : 한국낙농육우협회 : 한국낙농육우협회는 낙농육우농가의 권익대변과 정책대안 실현, 낙농육우산업의 안정적 발전 주도 및 국민에게 양질의 우유와 쇠고기 공급을 목적으로 1981년 1월 16일 설립된 농림축산식품부 소관의 사단법인이다.

## 연 혁
1. 2013년 6월~11월 국산우유사용인증 마크 개발 " 우리 땅에서 만들어진 신선한 국산우유 "
2. 2013년 12월 상표, 서비스 출원(7종), 업무표장출원(1종) 특허출원
3. 2014년 8월 연대 세브란스병원 인요한 소장 홍보대사 위촉[4]
4. 2014년 9월 K·MILK 상생협력 협약식 개최[5]
5. 2014년 8월~10월 우유소비촉진 TV CF캠페인 실시
6. 2014년 프로농구 공식스폰서[6]
7. 2015년 1월 K·MILK 라디오 캠페인 광고 실시[7]
8. 2015년 2월 스타벅스 공동캠페인 '낙농가를 살리는 우유사랑라떼 캠페인' 실시[8]

## 인증 조건
다음과 같은 조건을 만족하면 K 밀크 인증을 획득할 수 있다.
1. 사용 원유 함량의 100%가 한국산 일것
2. 제품용량 중 국산원료 함량이 50% 이상일 것
3. 인증심사 결과 부적합 사항이 없을 것.

## 인증 제품
2014년 1월 기준으로 12개사 248개 K·MILK 인증제품이 출시되었다.
인증제품에는 서울우유 98개, 부산우유 55개, 연세우유 23개, 매일유업 18개, 남양유업, 16개, 빙그레 8개, 동원 F&B 17개, 건국우유 5개,

충북낙협 2개, 비락 2개, 성원데어리 1개의 제품이 등록 되었다.